# Cambarus pecki
Cambarus pecki е вид десетоного от семейство Cambaridae. Видът е застрашен от изчезване.

## Разпространение и местообитание
Разпространен е в САЩ (Алабама).
Обитава сладководни басейни и реки.